# Les Aventures tumultueuses de Jack Carter
Les Aventures tumultueuses de Jack Carter une série télévisée québécoise en huit épisodes de 45 minutes scénarisée par Sylvie Lussier et Pierre Poirier, diffusée entre le 8 septembre et le 27 octobre 2003 à la Télévision de Radio-Canada.

## Synopsis
Les enquêtes de Jack Carter, un détective privé coloré qui n'accepte que les rares cas qui l'allument, ceux qui laissent les autres perplexes.

## Distribution
- Jean-Nicolas Verreault : Jack Carter
- Denis Bernard : Sam
- Nathalie Mallette : Vickie
- Hugolin Chevrette : Paulo
- Clémence DesRochers : Flo
- Christian Bégin : Joseph Papineau
- Frédéric Pierre : Pie IX
- Sophie Prégent : Dre Éléonor Mercier, dite Léo
- Rosalie Mercure-Cyr : Julie Carter
- Élyse Marquis : Sandra Bélanger
- Stéphane Demers : Charles Dumas
- Claudia Ferri : Anna Dicarlo
- Julie Le Breton : Mélanie
- Frank Schorpion : Tony Bertolli
- Silvio Orvieto : Marco
- Christine Foley : Caroline Dalpé
- Ron Lea : Galvani
- Marie-Thérèse Fortin : Lucie Clermont
- Guido Cocomello : macho
- Pascal Petardi : macho
- Roger La Rue : Carl
- Anick Lemay : Marianne Scott
- Alexander Bisping : policier Tremblay
- Huguette Oligny : Aglaé
- Gilles Cloutier : Charles Ouimet
- Russell Yuen : Wong Phat
- Guy Sprung : Bill Tyson
- Jérémie Verrette : commis boutique
- Grégoriane Minot : Ling
- Danny Blanco Hall : Paul Shurman
- Igor Ovadis : Gustaf Tavarof
- Gregory Hlady : ambassadeur Baldaquie
- Peter Batakliev : Svoboda Kowalski
- Anne-Catherine Lebeau : Ingrid Tavarof
- Marc Beaupré : méchant
- Christopher T. Heyerdahl : méchant
- Danielle Proulx : Mariette Benoit
- Catherine Proulx-Lemay : Jasmine Benoit
- Jacques Allard : Serge Benoit
- Patrick Hivon : Jean-Philippe
- Denise Charest : Nathalie
- Anne-Renée Duhaime : Christine
- Hugo Dubé : Marc Blanchet
- Pierre-Antoine Lasnier : Flip
- Nicolas Canuel : Poqué
- Nathalie Coupal : proprio de l'Afghane

## Fiche technique
- Scénarisation : Sylvie Lussier et Pierre Poirier
- Réalisation : Louis Choquette
- Producteurs : Josée Vallée et André Béraud
- Producteur exécutif : Jacques Blain
- Production : Cirrus Communications inc.

## Épisodes
1. Beautés italiennes (1re de 2)
2. Beautés italiennes (2e de 2)
3. Tigre et passion (1re de 2)
4. Tigre et passion (2e de 2)
5. Esprit que t'es voyant
6. Tragique trafic
7. Bons baisers de Baldaquie (1re de 2)
8. Bons baisers de Baldaquie (2e de 2)

## Distinctions
- Prix Gémeaux, 11 nominations, 2004.

## Commentaires
Les noms des personnages principaux sont inspirées de noms de rues, ponts et tunnels de la ville de Montréal: Jacques Cartier (Jack Carter), Papineau, Pie IX, Victoria (Vickie), Mercier, le chien Hyppolite, etc.